# Clathria dianae
Clathria dianae är en svampdjursart som först beskrevs av Schmidt 1875.  Clathria dianae ingår i släktet Clathria och familjen Microcionidae.
Artens utbredningsområde är Norge. Inga underarter finns listade i Catalogue of Life.